# Охитович, Михаил Александрович
Михаи́л Алекса́ндрович Охито́вич (1896—1937) — советский социолог, экономист, градостроитель и теоретик конструктивистской архитектуры. В политике был большевиком. М. А. Охитович является основоположником последовательного «дезурбанизма».

## Биография
Михаил Александрович Охитович родился в Санкт-Петербурге. Вступил в партию большевиков в 1917 году и служил в Красной Армии до 1925 года.
Стал сторонником «левой оппозиции» и Льва Троцкого, что привело к его исключению из партии в 1928 году. Однако в 1930 году, после подачи заявления об отходе от оппозиции, он был восстановлен в партии.

## Дезурбанизация. Проект «Магнитогорье»
В 1929—1930 годах в ходе дискуссии о социалистическом расселении М.А. Охитович выступил со своим проектом «Дезурбанизации». Хотя это и был чисто теоретический проект, он вызвал бурную полемику. Сам М. А. Охитович в полемике с экономистом Л. М. Сабсовичем подкреплял свою позицию и такими аргументами: 
только Карл Маркс — это единственный подготовленный для теперешних условий архитектор
М. А. Охитович выступил с рядом статей на тему о расселении в журнале группы ОСА «Современная архитектура». Предложение М. А. Охитовича перекликается с проектом Broadacre City американского архитектора Фрэнка Ллойда Райта.
Однако проекты М.А. Охитовича и других членов группы ОСА, которые они предложили в 1930 году в качестве генерального плана застройки Магнитогорска, а также «Зеленого города», были отклонены. Позднее Ле Корбюзье вернулся к этим идеям в своем проекте Ville Radieuse.

## Арест и гибель
В 1933 году М.А. Охитович был вторично наказан ВКП(б) за «уклон». Однако в 1935 году М. А. Охитович выступил с речью в защиту конструктивизма и резко критиковал сталинский «культ иерархии» и «национализм». Речь вызвала ужас у слушателей, лучше понимавших реальное политическое положение в СССР. Кампанию политической травли М. А. Охитовича за «правый оппортунизм» возглавили архитекторы Каро Алабян и Аркадий Мордвинов.
В том же году М.А. Охитовича арестовал НКВД. Он был отправлен в ГУЛАГ, затем, вероятно, выпущен. В 1937 году безработного М.А. Охитовича арестовали в его московской квартире по адресу Соймоновский пер., 7, кв. 2, и вскоре расстреляли.

## Семья
Старший брат М. А. Охитовича — Евгений Александрович Охитович (1887—1938) работал статистиком в Самаре. Издал труды о населении города Самары и переписи населения 1926 года в Самарской губернии. Арестовывался ВЧК-НКВД в 1919, 1921, 1923 гг. и в последний раз 28 сентября 1937 года. 31 декабря 1937 года был приговорен тройкой УНКВД Куйбышевской области по статьям 58-8, 58-10 и 58-11 УК РСФСР к высшей мере наказания. 15 марта 1938 года был расстрелян НКВД в городе Куйбышев. Был реабилитирован вместе с другими жертвами сталинского террора 10 февраля 1956 года Военным трибуналом Приволжского военного округа.

## Проекты
- М. О. Барщ, М. Я. Гинзбург, М. А. Охитович и др. Проект жилого здания («товарищеская коммуна») 1929
- М. О. Барщ, М. Я. Гинзбург, М. А. Охитович и др. Проект однокомнатной ячейки для «семейного коллектива» 1929
- М. Охитович, М. Барщ, В. Владимиров и Н. Соколов Магнитогорье Конкурсный проект. 1930[14]

## Труды
- К проблеме города «Современная архитектура», 1929, 4, с. 130—134 Архивная копия от 21 января 2021 на Wayback Machine
- Заметки по теории расселения «Современная архитектура», 1930, 1-2, с. 7 — 15
- Национальная форма социалистической архитектуры Предварительная наметка текста доклада 1934 ЦГАЛИ, 674, 2, 14, с. 14-29 (Рукопись)